# Tu Mơ Rông (xã)
Tu Mơ Rông là một xã thuộc huyện Tu Mơ Rông, tỉnh Kon Tum, Việt Nam.
Xã Tu Mơ Rông có diện tích 56,78 km², dân số năm 1999 là 1.349 người, mật độ dân số đạt 24 người/km².